# Морі Оґай
Морі Оґай (яп. 森 鷗外, 17 лютого 1862 року — 8 липня 1922 року) – японський письменник, генерал-лейтенант військово-медичної служби, медичний хірург, історик, критик та перекладач. Перший президент Імперської академії мистецтв (1919–1922, зараз Японська академія мистецтв).

## Біографія
Народився у селищі Цувано на острові Хонсю. Справжнє ім‘я Оґая – Рінтаро. Син лікаря з класу аристократичних воїнів (самураїв), оскільки за традицією старший син мав обрати таку ж професію, як батько, Морі Оґай вивчав медицину спочатку в Токіо, а з 1884 по 1888 рік – у Німеччині. Свій вільний час приділяв літературі. Як військовий медик Морі брав участь у Японо-китайській війні 1894–1895 рр. та у війні з Росією у 1904–1905 рр. Провів три роки на південному заході Японії (1899–1902), де вивчав історичні хроніки та біографії діячів минулого. У відставку Морі Оґай пішов у званні генерал-лейтенанта військово-медичної служби.

## Творчість
У 1890 році він опублікував оповідання «Майхіме» («Дівчина, що танцює») – розповідь, що ґрунтується на його власному досвіді нещасливого кохання між німецькою дівчиною та японським студентом у Берліні. Це започаткувало моду на автобіографічні одкровення серед японських письменників. Найпопулярніший роман Оґая «Дикий гусак» — це історія неоголошеного кохання коханки лихваря до студента-медика, який щодня проходить повз її будинок. Також велику роль у творчості письменника відіграють історичні повісті. Цікавим є твір «Сім'я Абе». Тут автор докладно описує жорстокі звичаї японського феодалізму.
Літературні критики назвали Оґая фундатором романтизму в японській літературі XIX століття. Молодий письменник критикував реалістичний напрям у мистецтві. У 1889 році Морі заснував журнал "Дамба", в якому пропагувалися естетичні принципи романтизму.
Крім того, у творах молодий письменник часто порушував проблеми співвідношення традиції та сучасності. До кінця життя Морі Оґай захоплювався християнськими ідеями, а також античною філософією.

## Твори

### Романтизм
- Дівчина, що танцює (яп. 舞姫 Майхіме) (1890)
- Бульбашки на воді (яп. うたかたの記 Утаката но кі) (1890)
- Кур'єр (яп. 文づかひ Фумідзукай) (1891)
- Дикий гусак (яп. 雁 Ган) (1911-1913)

### Історичні повісті
- Передсмертний лист Окіцу Ягоемона (яп. 興津弥五右衛門の遺書 Окіцу Ягоемона але все) (1912)
- Сім'я Абе (яп. 阿部一族 Абе Ітідзоку) (1913)

## Переклади українською
- Морі Оґай. Розтин душі. пер. з японської Ольги Колесник. – Київ: Bimba, 2025. – 192 с.

## Нагороди
- Орден Золотого шуліки;
- Орден Священного скарбу;
- Орден Вранішнього сонця.